# 癌研究會有明醫院

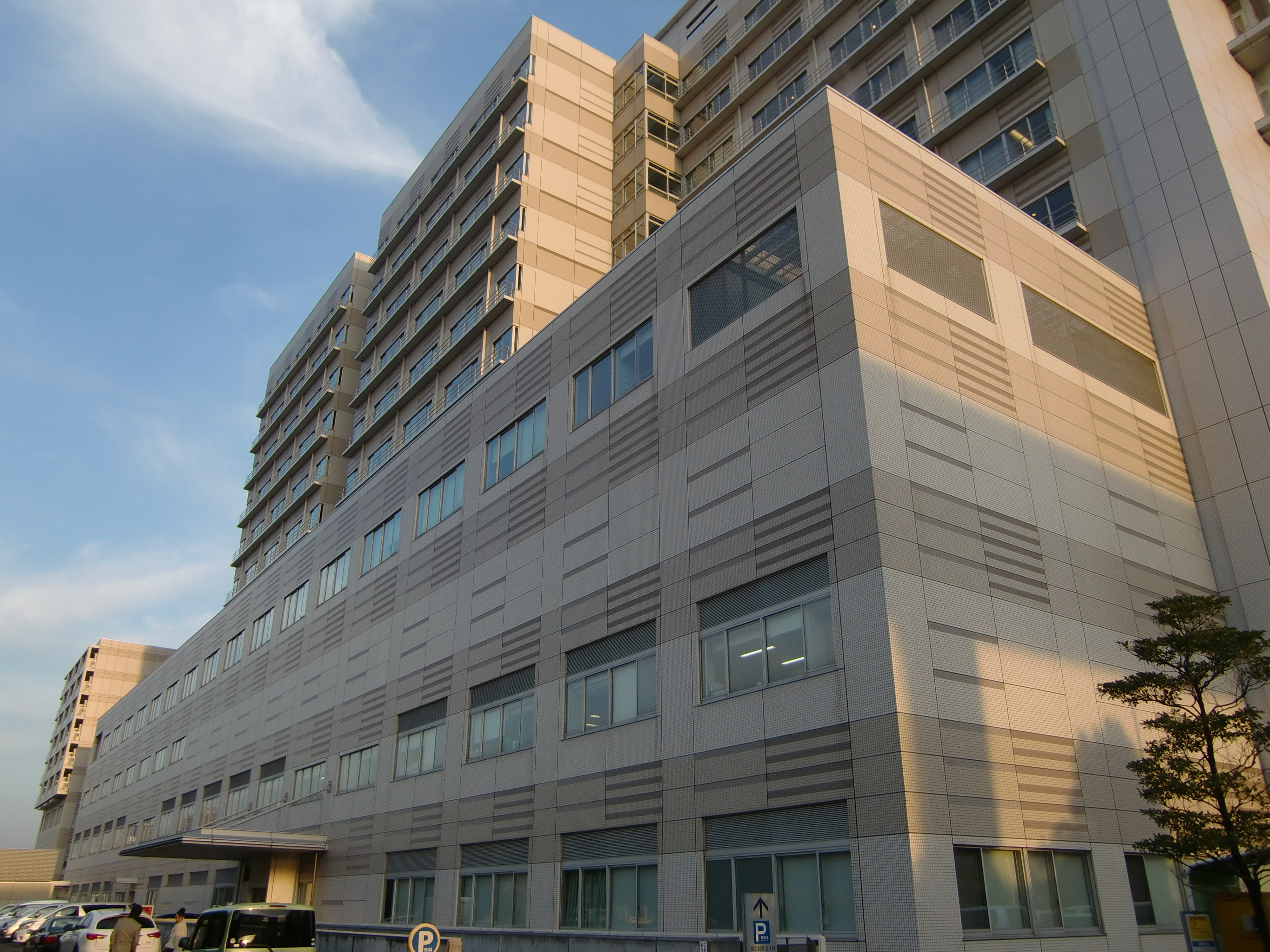
病棟

公益財團法人癌研究會 有明醫院（日语：／）是東京都江東區有明的醫療機關，由公益財團法人癌研究會營運。通稱癌研有明醫院。東京都兩所都道府縣癌診療連攜據點醫院之一（另一所為東京都立駒込醫院）。擁有安寧和緩醫療病棟（25床）。

## 沿革
1934年，癌研究會附屬醫院開設。2005年，醫院由豐島區上池袋一丁目37番1號移至有明，更名為癌研究會有明醫院。

## 診療部門

### 專門診療部門
- 呼吸中心
  - 呼吸外科
  - 呼吸內科
- 消化中心
  - 消化外科
    - 食道外科
    - 胃外科
    - 大腸外科
    - 肝·膽·胰外科

  - 消化內科
    - 消化化學療法科
    - 肝·膽·胰內科
    - 上部消化道內科
    - 下部消化道內科
- 乳腺中心
  - 乳腺外科
  - 乳腺內科
- 婦科
- 頭頸科
- 整形外科
- 泌尿器科
- 血液腫瘤科
- 綜合腫瘤科
- 肉瘤中心

### 一般診療部門
- 綜合診療部
- 麻醉科（疼痛管理）
- 腫瘤精神科
- 整形外科
- 眼科
- 感染症科
- 皮膚科
- 漢方支持科
- 牙科

### 中央診療部門
- 放射線治療部
- 影像診斷中心
  - 影像診斷部
  - 核醫學部
- 內視鏡診療部
- 化學療法部
- 臨床遺傳醫療部
- 中央手術部
- 腫瘤急診與疾病中心
  - 集中治療部
  - 救急部
  - 災害醫療部
- 復健部
- 臨床檢査中心
- 輸血部
- 臨床病理中心
  - 病理部
  - 細胞診斷部
- 營養管理部
- ME中心
- 影像中心

### 全責護理部門
- 緩和照護中心
  - 緩和治療科
  - 癌治療支援緩和團隊
- 患者·家族支援中心
  - 地域連攜部
  - 癌相談支援中心
  - WOC支援部
  - 淋巴護理室
  - 癌存活者支援部

### 臨床教育·研究部門
- 臨床教育研修中心
- 臨床研究·開發中心
- 先端醫療開發中心
- 細胞檢査士養成所
- 資料庫與生物銀行中心

### 醫療品質管理部門
- 醫療安全管理部
- 院內感染對策部
- 品質改善部

## 保險項目、指定機能
- 保險醫療機關
- 指定自立支援醫療機關（更生医療・育成医療）
- 母體保護法指定醫師配置之醫療機關
- 災害據點醫院
- 臨床研修指定醫院（日语：臨床研修指定病院）
- 癌診療連攜據點醫院（日语：がん診療連携拠点病院）
- 救急告示醫療機關
- 假日、全夜間診療事業實施醫療機關
- 特定機能醫院（日语：特定機能病院）

## 先進醫療
本院可實施以下先進醫療。
- 紫杉醇靜脈給藥（一週一次）及卡鉑腹腔內給藥（三週一次）合併療法－上皮性卵巢癌、輸卵管癌或原發性腹膜癌
- 培美曲塞（Pemetrexed）靜脈給藥及順鉑靜脈給藥併用療法－肺癌（扁平上皮肺癌及小細胞肺癌除外，僅限從病理學上判斷已完全切除的患者。）
- FOLFIRINOX療法－膽道癌（僅限無法切除或術後復發。）
- Gemcitabine靜脈投藥、白蛋白結合-紫杉醇靜脈投藥與紫杉醇腹腔內投藥併用療法－腹膜腔轉移的脾臟癌
- S-1口服給藥與紫杉醇靜脈和腹腔內給藥的併用療法－胰臟癌（僅限於無遠處轉移和腹膜轉移者。）

## 醫療合作協定
2015年與東京都濟生會中央醫院締結合作協定。

## 交通方式
- 東京臨海新交通臨海線百合鷗號有明站步行2分
- 東京臨海高速鐵道臨海線國際展示場站步行4分

## 鄰近設施
- 東京臨海廣域防災公園（日语：東京臨海広域防災公園）
- 東京Big Sight

## 備註
1. ↑   (PDF). 厚生勞動省. 2020-12-01  [2021-06-19]. （原始内容 (PDF)存档于2020-05-10）.
2. ↑  . 癌研究會有明醫院.   [2021-06-19]. （原始内容存档于2021-11-18）.
3. ↑  . 日本醫療機能評價機構.   [2021-06-14]. （原始内容存档于2021-06-14）.
4. ↑  . がん研究会有明病院.   [2021-06-14]. （原始内容存档于2021-11-18）.
5. ↑   (PDF). がん研究会有明病院.   [2021-06-14]. （原始内容存档 (PDF)于2021-06-24）.
6. ↑  がん情報サービスの情報提供 （页面存档备份，存于）より。
7. ↑  厚生労働省：先進医療の概要について （页面存档备份，存于）。
8. ↑  「済生会中央病院」と「がん研有明病院」との連携協定について （页面存档备份，存于）（東京都済生会中央病院公式サイト掲載）　2015年5月2日閲覧

## 外部連結
- 癌研有明醫院 （页面存档备份，存于）

Template:東京臨海副都心景點